# 黑林镇 (榆树市)
黑林镇，是中华人民共和国吉林省长春市榆树市下辖的一个乡镇级行政单位。

## 行政区划
黑林镇下辖以下地区：
黑林街道社区、黑林村、豆坊村、广胜村、新兴村、老边村、长安村、芦古村、西太平村、尹家村、振兴村、谢家村、东胜村、天德村、张家村、三家村、新建村、平安村、井阳村、团林村、福合村和东太平村。